# Neonegeta
Neonegeta es un género de polilla de la familia Nolidae (superfamilia  Noctuoidea). Fue descrito por primera vez por Hampson en 1912.

## Especies
- Neonegeta arboccoae Berio, 1987
- Neonegeta atriflava Hampson, 1912
- Neonegeta pollusca  (Schaus, 1893)
- Neonegeta purpurea Hampson, 1912
- Neonegeta trigonica (Hampson, 1905)
- Neonegeta xanthobasis (Hampson, 1905)
- Neonegeta zelia (Druce, 1887)